# Dassault Mirage F1
El Mirage F1 és un caça i avió d'atac francès dissenyat per la companyia Dassault Aviation a mitjan anys 1960 com a successor del Mirage III i construït França. Va entrar en servei actiu amb l'Armée de l'Air a l'inici dels anys 1970 i també s'ha exportat a moltes altres nacions. En total s'han produït més de 700 F1.

## Especificacions (Mirage F1)
Dades de Jane's All The World's Aircraft 1988–89
Característiques generals
- Tripulació: 1
- Longitud: 15,30 m
- Envergadura: 8,40 m
- Alçada: 4,50 m
- Superfície de l'ala 25,00 m²
- Pes buit: 7.400 kg
- Pes carregat: 10.900 kg
- Pes màxim d'enlairament: 16.200 kg
- Motor: 1× turboreactor amb postcombustió SNECMA Atar 9K-50 
  - Impuls normal: 49,03 kN[3]
  - Impuls amb postcremador: 70,6 kN

 Rendiment 
- Velocitat màxima: Mach 2,2 (2.338 km/h,[3] 1.262 nusos) at 11.000 m
- Radi de combat: 425 km  missió de bombardeig a Mach 0,75/0,88 (de tornada) amb 14 bombes de 250 kg
- Abast en trasllat: 3.300 km[4]
- Autonomia: 2 hores i 15 minuts (missió de patraulla aèria amb 2 míssils aire-aire Super 530 i un dipòsit de combustible extern)
- Sostre de servei: 20.000 m
- Ràtio d'ascens: 243 m/s  a gran altitud

Armament

- Metralladores: 2 canons automàtics DEFA 553 de calibre 30 mm amb 150 cartutxos cadascun
- Punts d'ancoratge: 1 punt fort central, 4 subalars i 2 als extrems alars. amb una capacitat de 6.300 kg com a màxim (càrrega pràctica de 4.000 kg) i provisions per portar combinacions de:
  - Coets: 8 llançacoets Matra amb 18 coets de 68 mm SNEB cadascun
  - Bombes: diverses
  - Altres: contenidors amb càmeres de reconeixement i dipòsits externs.
- Míssils: 2 AIM-9 Sidewinder o Matra R550 Magic als extrems alars, 2 Super 530 subalars, 1 míssil antivaixell AM-39 Exocet, 2 bombes guiades per làser AS-30L